# Szekrénytartó

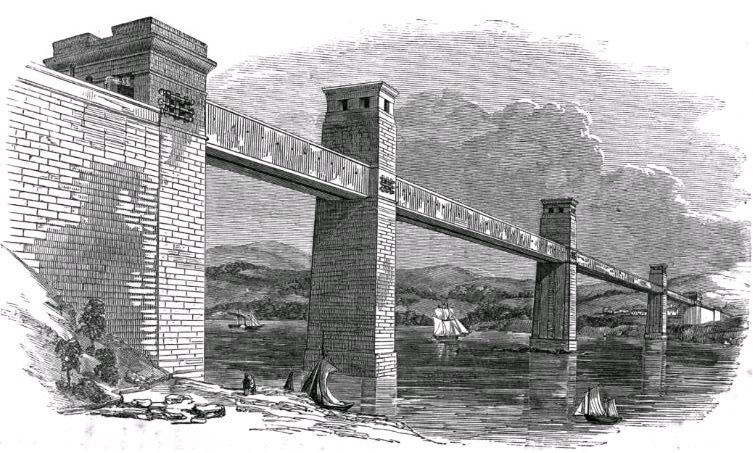
A régi Britannia híd a szekrénytartó alagútjában vezetett vasúti pályával

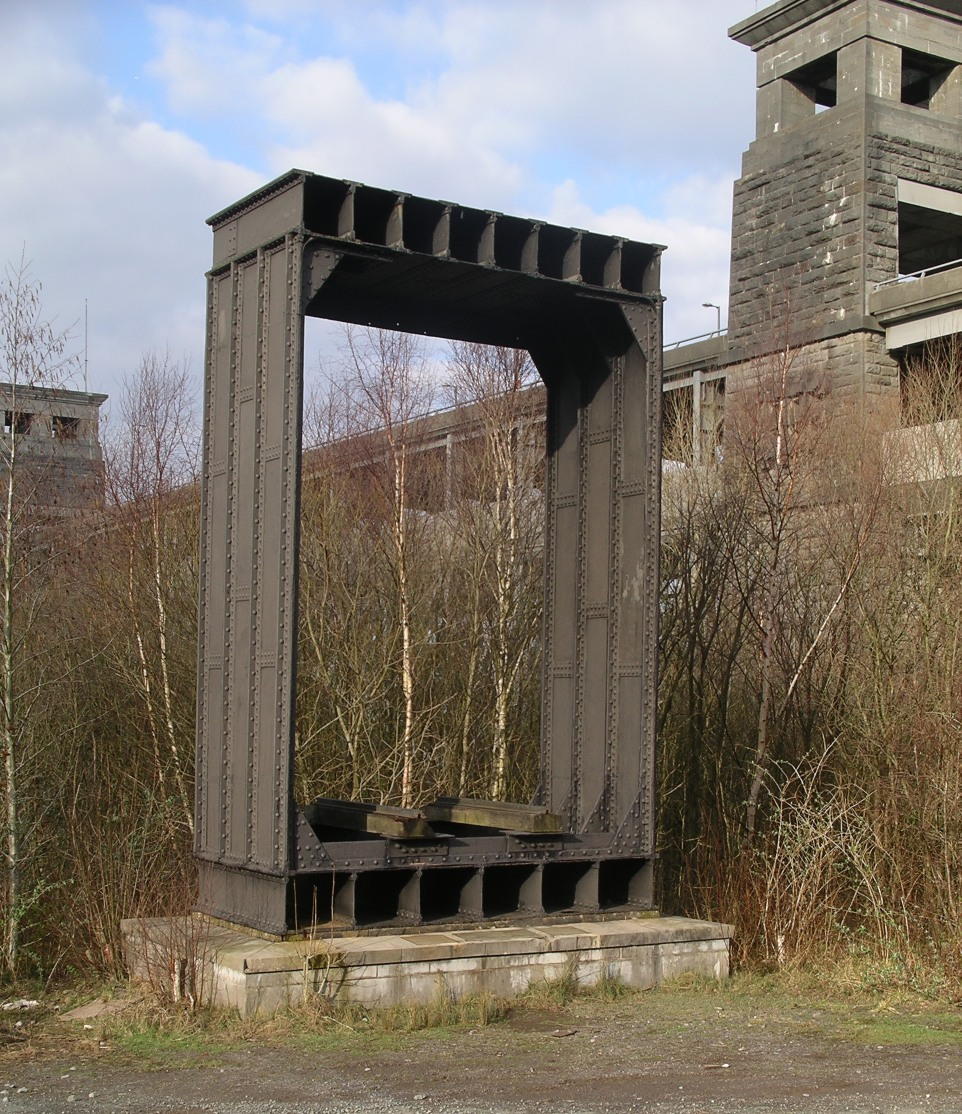
A Britannia híd eredeti szekrénytartójának megőrzött szakasza

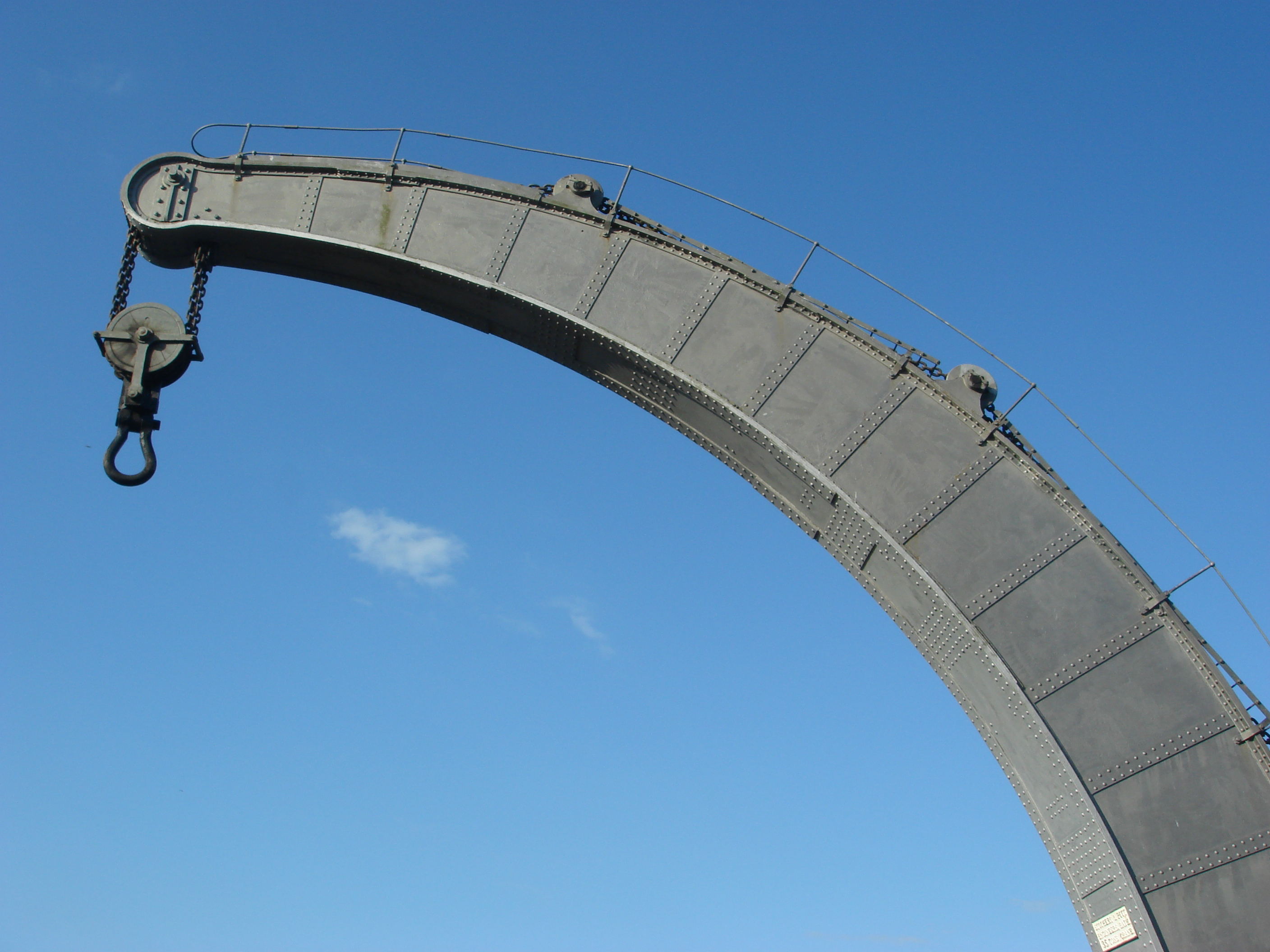
Egy Fairbairn-gőzdaru szabadalmaztatott, ívelt kialakítású és szűkülő keresztmetszetű szekrénytartós gémje

A szekrénytartó vagy szekrény keresztmetszetű tartó olyan gerenda, melynek keresztmetszete zárt csövet formál úgy, hogy kettő vagy több gerinclemezét alul és felül egy-egy közös övlemez kapcsolja össze. Az ilyen tartók eredetileg kovácsoltvasból készültek, szegecselt szerkezetként, napjainkban már hengerelt acélból hegesztéssel, sajtolt alumíniumból vagy feszített betonból készülnek.
A nyitott keresztmetszető tartókkal (pl. az I-tartóval) összehasonlítva a szekrénytartó előnye a nagyobb csavarási merevsége és szilárdsága. A több függőleges gerincnek köszönhetően nagyobb a teherbírása, mint egy vele azonos magasságú I-gerendának (bár több anyag szükséges hozzá, mint egy magasabb, de azonos teherbírású I-gerendához).
A szekrénytartó kifejezés használata nem következetes. Elsősorban a négyszög keresztmetszetű tartószerkezetekre alkalmazzák, az angol nyelvű szakirodalomban ezek megnevezése box girder. Hasonló erőtani viselkedésük miatt gyakran a nagyméretű kör vagy ovális keresztmetszetű tartókat is szekrénytartónak nevezik (pl. a Royal Albert hídnál), míg az angol szakirodalomban ezekre a tubular girder (cső alakú, csőszerű tartó) kifejezést használják. Az olyan hidakat, melyeken a járművek a szekrénytartó belsejében közlekednek (pl. az eredeti Britannia híd) tubushídnak is nevezik, az angol szakirodalomban azonban – a tartó alakjától függetlenül – ezek megnevezése is a csőszerű híd jelentésű tubular bridge.

## A kezdetek
A szekrénytartó használatának elméleti alapjait nagyrészt Sir William Fairbairn mérnök fektette le, aki 1830 körül, Eaton Hodgkinson matematikus segítségével a leghatékonyabb gerenda tervezésére törekedett, az újdonságnak számító szegecselt kovácsoltvas lemezek felhasználásával.
A legtöbb statikusan terhelt gerenda egyik övlemeze nyomásnak, a másik húzásnak van kitéve. A Fairbairn által tervezett daruk gémének nyomott oldali öve cellás kialakítású volt, így azok ellenálltak a kihajlásnak. A gém ívelt, elkeskenyedő keresztmetszetű, szegecselt lemezekből kialakított szerkezet volt. Három cellát alakítottak ki a gerenda belsejében a gém homorú (alsó) oldalán, ugyancsak szegecselt lemezekből.
Ha a szekrénytartót hídtartóként használják (azaz a közepén terhelik meg, nem pedig az egyik végén, ahogy a darut), a nyomóerő a gerenda felső övében ébred, ezért a cellákat is a felső oldalon helyezik el. A dinamikus erők (mozgó terhek, szél) szükségessé tehetik mindkét oldal cellás kialakítását. (A Britannia híd megőrzött tartóelemén látható, hogy az alsó és a felső öve is cellás kialakítású volt, de – Fairbairn szerint – az alsó öv cellás kialakítását nem a benne ébredő erők jellege miatt fogadták el, hanem azok nagy mérete, és „a felmerülő gyakorlati nehézségek miatt, melyekkel akkor szembesültek, amikor tömör anyagot használva próbálták meg elérni a szükséges keresztmetszeti területet”.)

## Alkalmazása a hídépítésben
Fairbairn elméletei épp a megfelelő időben jelentek meg, hogy választ adjanak a hosszú vasúti hidak iránti növekvő keresletre. Robert Stephenson felfogadta őt és Hodgkinsont is tanácsadónak a Britannia és a Conwy hidak tervezéséhez, melyeken a vasúti pálya egy nagyméretű szekrénytartó belsejében került elhelyezésre (tubushidak). Röviddel ezután Brunel döntött úgy, hogy két kis átmérőjű kör keresztmetszetű gerendát is használ egy nagyobb rácsos tartó részeként a Chepstow-i vasúti hídnál. Bár az 1860-as években a használatban lévő legnagyobb fesztávolságú vasúti hidak közül sok épült szekrénytartó alkalmazásával, Benjamin Baker a Long-Span Railway Bridges című munkájában már elutasította a „gerinclemezes szekrénytartót”, mint „a nagy fesztávolságú vasúti hidak általunk vizsgálandó típusai közül a legkedvezőtlenebbet”.
Az alacsony téglalap keresztmetszetű és a szárnyprofil jellegű szekrénytartókat az 1960-as évektől kezdve széles körben alkalmazzák a közúti függőhidak merevítőtartójaként (pl. Severn híd), mivel sokkal könnyebbek és aerodinamikailag is kedvezőbbek, mint a magasabb rácsos tartós gerendák, amiket a korábbi hidaknál, például a Golden Gate hídnál, alkalmaztak.

## Biztonsági problémák a szekrénytartós hidaknál
Az 1970-es évek elején számos szekrénytartós híd összeomlott építés közben: a Cleddau híd Walesben, a West Gate híd Ausztráliában és a Koblenz híd Németországban. Ez komoly aggodalmakat vetett fel a szekrénytartók további használatával kapcsolatban, és széles körű vizsgálatokhoz vezetett a biztonságosságukra vonatkozóan. Ez az időszak volt egyben a számítógépes modellezés korai időszaka, és ösztönözte a végeselemes módszer építőmérnöki használatra való fejlesztését.

## Fordítás
- Ez a szócikk részben vagy egészben  a   Box girder című angol Wikipédia-szócikk ezen változatának fordításán alapul.  Az eredeti cikk szerkesztőit annak laptörténete sorolja fel. Ez a jelzés csupán a megfogalmazás eredetét és a szerzői jogokat jelzi, nem szolgál a cikkben szereplő információk forrásmegjelöléseként.